# گونتر کسار
گونتر کسار (انگلیسی: Günther Csar؛ زادهٔ ۷ مارس ۱۹۶۶) از برندگان مدال‌های بازی‌های المپیک زمستانی اهل اتریش است.